# Piter (галерея)
Галерея «Piter» — некоммерческая университетская арт-галерея, созданная в Таганрогском государственном радиотехническом университете в 1995 году.

## История галереи
Официальный статус университетской галереи был получен галереей «Piter» в 1995 году усилиями профессора В. И. Тимошенко. Неофициально галерея существовала при кафедре гидроакустики ТРТИ с середины 1980-х годов.
Работы художников из коллекции галереи размещены на стенах множества учебных аудиторий кафедры гидроакустики.
Ежемесячно в галерее «Piter» проводятся выставки, концерты, выступления артистов, экспонируются частные коллекции.
Расположена галерея «Piter» в учебных и служебных помещениях кафедры электрогидроакустической и медицинской техники ТТИ ЮФУ (корпус «Е»).

## Коллекция галереи «Piter»
- Адамов, Алексей Владимирович (1971)[4]
- Барановский, Владимир Анатольевич (1959—2021)
- Дурицкая, Наталья Ивановна (1960)[5]
- Кость, Роман Сергеевич (1984)[6]
- Орлов, Василий Сергеевич (1910—2010)[7]
- Протопопов, Владислав Васильевич (1961—2015)[8][9]
- Солонин, Георгий Павлович (1923)[4]
- Стуканов, Леонид Александрович (1947—1998)[10]
- Ушенин, Вячеслав Николаевич (1948—2001)[2]
- Хашхаян, Христофор Ильич (1957)[4]
- Яковлев, Алексей Сергеевич (1974)[11]